# Іван Нікулін — російський матрос
«Іван Нікулін — російський матрос» — радянський кольоровий художній фільм (кіноповість) 1944 року про Німецько-радянську війну за однойменною повістю Леоніда Соловйова. В основі сюжету — реальний факт, опублікований газетою «Червоний флот».

## Сюжет
Літо 1942 року. Моряки Чорноморського флоту Іван Нікулін і Василь Клевцов повертаються в свої екіпажі. У поїзді до них приєднуються інші матроси. Несподівано рух ешелону припиняє німецький десант. Червонофлотці дають рішучу відсіч, але, змушені далі слідувати своїм ходом, організовують партизанський загін на чолі з Іваном Нікуліним — і продовжують героїчний шлях до Чорного моря.

## У ролях
- Іван Переверзєв — Іван Нікулін
- Борис Чирков — Захар Фомічов
- Степан Каюков — «Папаша»
- Ераст Гарін — Тихон Спиридонович
- Зоя Федорова — Маруся Крюкова
- Микола Сидоркін — Микола Жуков
- Сергій Ніконов — Василь Клевцов
- Всеволод Санаєв — Альоха, він же Олексій Митрофанович Лушников, машиніст
- Михайло Рум'янцев — італієць
- Віктор Бубнов — військовий комендант
- Олександра Данилова — епізод

## Знімальна група
- Автор сценарію: Леонід Соловйов
- Режисер: Ігор Савченко
- Оператор: Федір Проворов, Георгій Рейсгоф
- Художники-постановники: Костянтин Юон, М. Самородський
- Композитор: Сергій Потоцький
- Звукорежисер: Н. Міна